# ريان آدامز (لاعب كريكت)
ريان آدامز (11 مارس 1993 في المملكة المتحدة - ) (بالإنجليزية: Ryan Adams)‏ هو لاعب كريكت بريطاني. لعب مع Cardiff MCC University ‏.

## وصلات خارجية
- ريان آدامز على موقع إي آس بي آن كريك إنفو (الإنجليزية)